# Encantat de matar-te
Encantat de matar-te (títols originals: Trigger happy/ Mad Dog Time) és una pel·lícula estatunidenca dirigida per Larry Bishop i estrenada l'any 1996. Ha estat doblada al català.

## Argument
Vic és el cap suprem, el gran capo, però ha estat fora de circulació, tancat en un manicomi. El seu segon, "Ous de plom" Ben London, ha estat vigilant el negoci en la seva absència. A aquest se li va tota l'agressivitat per la boca, sempre a punt d'explotar. La mà dret de Vic, l'impertorbable Mickey Holliday, ha estat cuidant molt de prop a la promesa del cap, la sublim Grace Everly, i alhora enganyant a la seva germana, la temperamental Rita. Vic ha de recuperar l'ordre, reorganitzar el grup, eliminar els seus rivals... i recuperar a Grace.

## Repartiment
- Jeff Goldblum: Mickey Holliday
- Richard Dreyfuss: Vic
- Ellen Barkin: Rita Everly
- Gabriel Byrne: Ben London
- Diane Lane: Grace Everly
- Burt Reynolds: Wacky
- Larry Bishop: Nick
- Gregory Hines: Jules Flamingo
- Kyle MacLachlan: Jake Parker
- Angie Everhart: Gabriella
- Henry Silva: Sleepy Joe Carlisle
- Billy Drago: Wells
- Juan Fernández de Alarcon: Davis
- Christopher Jones: Nicholas Falco
- Rob Reiner: Albert
- Michael J. Pollard: Red
- Billy Idol: Lee Turner
- Paul Anka: Danny Marks
- Richard Pryor: Jimmy
- Joey Bishop: M. Gottlieb

## Crítica
- "Un repartiment impressionant en una bona idea. Estranya comèdia. Destaquen Goldblum i Byrne"[3]